# Deschaillons-sur-Saint-Laurent
Deschaillons-sur-Saint-Laurent är en kommun i provinsen Québec i Kanada. Den ligger i regionen Centre-du-Québec, i den sydöstra delen av landet, 300 km öster om huvudstaden Ottawa. Kommunen bildades 1990 genom sammanslagning av bykommunerna Deschaillons-sur-Saint-Laurent och Deschaillons.